# 이진아 (배우)
이진아(李珍牙, 1969년 9월 9일 ~ )는 대한민국의 배우이며 결혼 - 출산 때문에 한동안 공백기를 가지기도 했다.

## 학력
- 동국대학교 연극영화학 학사

## 연기 활동

### 드라마
- 1991년 SBS 아침연속극 《고독의 문》
- 1991년 SBS 개국특집극 《미늘》
- 1991년 SBS 대하드라마 《유심초》
- 1992년 SBS 아침연속극 《가을 여자》
- 1993년 SBS 아침연속극 《사랑의 조건》
- 1994년 SBS 월화드라마 《세 남자 세 여자》
- 1994년 SBS 주간드라마 《박봉숙 변호사》
- 1995년 SBS 드라마 스페셜 《사랑은 블루》
- 1995년 SBS 정치 드라마 《코리아게이트》   ... 박근혜 역
- 1996년 SBS 드라마 스페셜 《사랑의 이름으로》  ... 유수아 역
- 1996년 SBS 토요드라마 《도시남녀》
- 1996년 SBS 드라마 스페셜 《남자대탐험》
- 1997년 SBS 아침연속극 《단 한번의 노래》 ... 남영주 역
- 1997년 SBS 월화드라마 《여자》
- 1997년 SBS 주말극장 《아름다운 죄》
- 1998년 SBS 주말극장 《사랑해 사랑해》
- 1998년 SBS 드라마 스페셜 《미스터Q》
- 1998년 SBS 일일연속극 《7인의 신부》
- 1998년 SBS 일일연속극 《미우나 고우나》
- 1998년 SBS 일일연속극 《서울 탱고》
- 1999년 SBS 일요드라마 《카이스트》
- 1999년 SBS 드라마 스페셜 《토마토》
- 1999년 SBS 아침연속극 《그녀의 선택》
- 1999년 SBS 일요아침드라마 《달콤한 신부》
- 2000년 SBS 드라마스페셜 《여자만세》
- 2001년 SBS 추석특집드라마 《엄마를 찾습니다》
- 2001년 SBS 일일연속극 《이 부부가 사는 법》
- 2002년 SBS 드라마 스페셜 《지금은 연애중》
- 2003년 SBS 주말극장 《백수탈출》
- 2005년 KBS2 《부부클리닉 사랑과 전쟁》
- 2006년 SBS 대하사극 《연개소문》
- 2006년 SBS 아침연속극 《사랑도 미움도》 ... 장영란 역
- 2007년 SBS 일일드라마 《그 여자가 무서워》 ... 김지숙 역
- 2007년 SBS 수목드라마 《로비스트》
- 2009년 SBS 월화드라마 《자명고》
- 2010년 SBS 드라마스페셜 《산부인과》 ... 신경외과 의사 역
- 2010년 SBS 월화드라마 《괜찮아, 아빠딸》 ... 전소형 역
- 2011년 SBS 월화드라마 《무사 백동수》 ... 장미 역
- 2013년 SBS 아침연속극 《당신의 여자》 ... 이경선 역
- 2015년 SBS 아침연속극 《어머님은 내 며느리》 ... 강은혜 역
- 2017년 SBS 아침연속극 《달콤한 원수》 ... 고은정 역
- 2019년 OCN 수목드라마 《미스터 기간제》 ... 윤정옥 역
- 2020년 SBS 아침연속극 《엄마가 바람났다》 ... 최은자 역
- 2020년 SBS 월화드라마 《굿캐스팅》 ... 정신과 의사 역(특별출연)
- 2020년 SBS 금토드라마 《앨리스》 ... 도연의 어머니 역(특별출연)